# Астурия
Астурия или официално Княжество Астурия (на испански: Principado de Asturias [pɾinθiˈpaðo ðe asˈtuɾjas]; на астурски: Principáu d'Asturies [pɾinθiˈpaw ðasˈtuɾjes]) е автономна област в Испания.
Намира се в северната част на страната, между Галисия, Кантабрия и Кастилия и Леон. Това е силно планински регион, известен с планинския масив Лос Пикос де Европа. Овиедо е културната и търговската столица на Астурия: в нея се намира и един от университетите в областта.

## Информация
1. ↑  www.ine.es